# Shappi Khorsandi
Shappi Khorsandi (Teheran, 8 juni 1973) is een Iraans comédienne. Haar vader Hadi Khorsandi was een Iraans satirist die naar Engeland vluchtte waardoor Shappi in Engeland opgroeide. Ze studeerde aan de University of Winchester waar ze in 1995 een degree in drama, theater en televisie kreeg en ze een carrière begon in de comedy. Sinds 1997 kwam ze al in Joe Wilson's Comedy Madhouse en later verscheen ze in programma's op BBC Radio 4.

## Comedy shows
- Asylum Speaker (2006)
- Carry on Shappi
- The Distracted Activist (2009)
- The Moon On A Stick (2010)
- Me And My Brother In Our Pants, Holding Hands (2011)
- Dirty Looks And Hopscotch (2012)
- Shappi Khorsandi: Live!
- Because I'm Shappi (2014)